# José Antonio Nieves Conde
José Antonio Nieves Conde (* 22. Dezember 1911 in Segovia (Kastilien-León), Spanien; † 14. September 2006 in Madrid) war ein spanischer Regisseur.

## Leben
Conde wurde vor allem durch seinen Film Surcos (Furchen) aus dem Jahre 1951 bekannt. Darin wird die Armut und die Landflucht unter der Diktatur Francisco Franco (1939 bis 1975) in Spanien kritisiert. Er schuf mit diesem Film in Spanien eine neue Richtung, den Neo-Realismus. Sein Film Marta war 1971 der spanische Vorschlag für den Oscar für den besten fremdsprachigen Film, wurde aber weder nominiert noch prämiert.
Im Jahr 1990 wurde Conde in Spanien von der Regisseursvereinigung ADIRCAE mit einem Sonderpreis für sein Lebenswerk ausgezeichnet.

## Filmographie
- 1946: Path Unknown (Senda ignorada)
- 1947: Angustia
- 1949: Llegada de noche (Nach dem Roman: Ankunft bei Nacht von Hans Rothe)
- 1950: Der schwarze Jack (Black Jack) mit George Sanders
- 1951: Mit leeren Händen (Balarrasa)
- 1951: Furchen (Surcos)
- 1952: El cerco del diablo
- 1954: Duell der Herzen / Der Liebesrebell (Rebeldía)
- 1955: Red Fish (Los peces rojos)
- 1956: La legión del silencio
- 1956: Die Ausgestoßenen (Todos somos necesarios)
- 1956: Zwischen Zeit und Ewigkeit (Entre hoy y la eternidad) mit Lilli Palmer und Willy Birgel
- 1957: The Tenant (El Inquilino)
- 1960: Don Lucio y el hermano pío
- 1961: Prohibido enamorarse (Cosas de mama y papa)
- 1963: Por tierras de las Siete Villas (Kurzfilm)
- 1964: Sound of Horror (El sonido prehistórico)
- 1965: El diablo también llora
- 1966: Cotolay mit José Bódalo
- 1971: Marta (...dopo di che, uccide il maschio e lo divora) mit Marisa Mell
- 1972: The Great Swindle (Historia de una traición) mit Marisa Mell und Stephen Boyd
- 1973: Las Señoritas de mala compañía
- 1974: The Marriage Revolution (La revolución matrimonial)
- 1976: Más allá del deseo
- 1976: Volvoreta
- 1977: Impossible Love (Casa Manchada)